# Мирна конференція

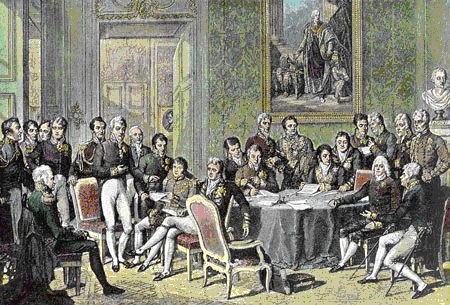
Віденський конгрес. Жан-Батист Ісабей, 1819.

Сталін, Трумен, Черчилль на Потсдамській конференції. 1945

Мирна конференція або мирний конгрес — різновид конференції, міжнародне зібрання представників різних країн, як правило, скликана для вироблення і підписання умов післявоєнного устрою, а також обговорення проблем обмеження зростання озброєнь і пошуку мирних способів вирішення міжнародних суперечок та конфліктів.

## Історія
Першою історично зафіксованою мирною конференцією (конгресом) був Віденський конгрес послів великих держав Європи, очолюваний австрійським дипломатом Клементом фон Меттерніхом, яка проходила у Відні з 1 листопада 1814 р. до 8 червня 1815 р.
Мирна конференція залишається одним з найбільш ефективних дипломатичних методів з багатим потенціалом. Скликання мирної конференції дозволяє зібрати представників усіх залучених у конфлікт сторін і зосередити увагу на конкретній ситуації. В ідеалі зустріч представників націй та протиборчих сторін проходить на нейтральній території за посередництва організатора, якому довіряють усі учасники переговорів — з метою використовувати наявні в момент зустрічі ресурси для врегулювання конфлікту, з одного боку, і виробити чіткі терміни для конкретних дій, з іншого.

## Мирні конференцій
- Гаазькі конвенції та декларації (1899 і 1907)
- Паризька мирна конференція 1919—1920
- Тегеранська конференція 1943
- Потсдамська конференція